# Dahlibruchus sharpianus
Dahlibruchus sharpianus là một loài bọ cánh cứng trong họ Bruchidae. Loài này được Bridwell miêu tả khoa học năm 1931.